# Aeroporto de Rio Brilhante
O Aeroporto Municipal de Rio Brilhante é um aeroporto que serve o município de Rio Brilhante, no estado de Mato Grosso do Sul, no Brasil.

## Características
- Operadora:
- Endereço:
- Cidade: Rio Brilhante
- Estado: Mato Grosso do Sul
- Código IATA:
- Código ICAO: SSRB
- Latitude: 21º50'50 s
- Longitude: 54º31'38 w
- Terminal de passageiros:
- Movimento:
- Companhias aéreas:
- Comprimento da pista (m): 800
- Altitude: 1024 pés
- Piso: T
- Sinalização: Sim
- Superfície: Asfalto